# Kristoffer Thydell
Lars Kristoffer Tydell, född 17 april 1993, är en svensk fotbollsspelare som spelar för IS Halmia. Thydells farfar Lars-Christer Thydell (tidigare Johansson) spelade på 1960-talet för Halmstads BK i division 2.

## Karriär
Efter att tidigare spelat för Snöstorp Nyhem FF gick Thydell som 15-åring till Halmstads BK. Han debuterade i allsvenskan den 8 augusti 2010, mot IF Elfsborg, som den fjärde yngste spelaren i HBK någonsin (17 år, 4 månader och 22 dagar gammal). Under debutsäsongen fick han spela totalt 7 allsvenska matcher. I juli 2014 lånades han ut till Husqvarna FF för resten av säsongen. Han debuterade för Husqvarna den 19 juli 2014 i en 3–1 bortaförlust mot Varbergs BoIS.
I februari 2015 skrev Thydell på för division 1-klubben Piteå IF. I december 2016 värvades Thydell av Carlstad United.
Inför säsongen 2018 återvände Thydell till moderklubben Snöstorp Nyhem FF. I november 2018 värvades han av IS Halmia. Inför säsongen 2023 gick Thydell till division 6-klubben Sperlingsholm Skuggan BK.